# Canutus Hahn
Canutus Hahn eller Knut Hahn, född 13 november 1633 i Skye, Uråsa socken död 29 december 1687 i Karlskrona, var en svensk professor och biskop i Lunds stift 1679–1687.

## Biografi
Canutus Hahn var son till bonden Abraham Knutsson Hahn och Gunilla Persdotter. Han studerade 1652–1654 i Greifswald, Wittenberg, Rostock och Uppsala, där han 1661 promoverades till magister. Han utnämndes till professor i logik och metafysik 1661 vid Lunds gymnasium och 1667 vid universitetet. 
1671–1679 var han kyrkoherde i Ronneby församling, där han också sedermera begravdes. Under sin tid som kyrkoherde i Ronneby ägde Blekinges enda kända häxprocess rum där Hahn var en pådrivande kraft. De anklagade var Olefwa Torstensdotter, Bengta Bengtsdotter och Elin i Lönnsmåla. Olefwa Torstensdotter avrättades under häxprocessen, medan Elin i Lönnsmåla utvisades. Bengta Bengtsdotter dog under sin tid i fångenskap. Han utnämndes 1679 till kyrkoherde i Landskrona församling men tillträdde aldrig tjänsten. Istället blev han medhjälpare till biskopen i Lunds stift, Peder Winstrup, och 1680 blev han dennes efterträdare. Hahn var sjuklig och sökte sig från det stora stiftet i Lund. 
1687 fick han biskopsämbetet i Växjö stift, men hann inte tillträda det. Hahn verkade kraftigt för att införa den svenska kyrkoordningen i Lunds stift och för att svenska språket skulle användas i skolan och kyrkan i stiftet. Han har dessutom den största förtjänsten till att Lunds universitet återupprättades. Han var prokansler för universitetet, även om han inte var formellt utnämnd.
Han var gift med kyrkoherdedottern Anna Lundeberg.

## Eftermäle
Knut Hahn har en gata uppkallad efter sig i centrala Ronneby, där också gymnasiet bär hans namn.